# ماركوس سينترا
ماركوس سينترا (من مواليد 23 أغسطس 1945) هو خبير اقتصادي وسياسي برازيلي منتسب إلى اتحاد البرازيل. كان مرشحًا لأن يكون نائب للرئيس في الانتخابات الرئاسية 2022 ضمن فريق حملة سوريا ثرونيك الرئاسية 2022.